# ميكلوس يانتشو
ميكلوس يانتشو (المجرية: Miklós Jancsó؛ 27 سبتمبر 1921 - 31 يناير 2014) مخرج أفلام وكاتب سيناريو مجري. حقق شهرة عالمية بدءًا من منتصف الستينيات من القرن الماضي بأعمال عدة منها الرجال الفقراء، وفيلم الأحمر والأبيض (أو بإسمة الأصلي النجوم والجنود)، وفيلم المزمور الأحمر (أو بإسمة الأصلي ومازال الشعب يسأل).
تميزت أفلامه باللقطات الطويلة، وغالبًا ما تدور أحداثها في فترات تاريخية وفي المناطق الريفية. من المواضيع المتكررة في أفلامه إساءة استخدام السلطة. غالبًا ما تكون أعماله عبارة عن تعليقات مجازية على المجر في ظل الشيوعية والاحتلال السوفييتي، على الرغم من أن بعض النقاد يفضلون التأكيد على الأبعاد العالمية. في نهاية الستينيات وخاصة في السبعينيات، أصبح عمله تأخد طابع الرمزية.

## نشأته
ولد ميكلوس يانتشو لأب مجري وأم رومانية هما ساندور وأنجيلا بوبارادا بعد التخرج درس القانون في بيكس، وحصل على شهادته في كلوج عام 1944. كما أخذ دورات في تاريخ الفن والإثنوغرافيا، والتي واصل دراستها في ترانسيلفانيا، بعد تخرجه خدم في الحرب العالمية الثانية وكان لفترة وجيزة أسير حرب. سجل في نقابة المحامين لكنه تجنب مهنة المحاماة.
بعد الحرب التحق بأكاديمية فنون المسرح والسينما في بودابست. حصل على دبلوم في الإخراج السينمائي عام 1950. بعد هذا الوقت بدأ العمل على لقطات إخبارية وقدم تقارير عن موضوعات مثل احتفالات عيد العمال والمحاصيل الزراعية والزيارات الرسمية من كبار الشخصيات السوفيتية.

## روابط خارجية
- Miklós Jancsó في قاعدة بيانات الأفلام على الإنترنت
- Jancsó's biography at Hungary.hu